# Artur Achmatchuzin
Artur Kamilevič Achmatchuzin, traslitterato anche come Artur Akhmatkhuzin, (in russo Артур Камилевич Ахматхузин?; Novyj Aktanyšbaš, 28 maggio 1988) è uno schermidore russo, specializzato nel fioretto.

## Biografia
Achmatchuzin debuttò nelle competizioni internazionali ai Campionati del Mondo Cadetti 2005 a Linz, dove ottenne una medaglia di bronzo. Nello stesso anno, entrò a far parte della nazionale cadetti e juniores, con cui vinse una medaglia d'oro a squadre ai Campionati Europei Juniores 2005 a Tapolca, una medaglia d'argento a squadre nel Campionato Europeo Junior 2007 a Praga e una medaglia di bronzo a squadre ai Campionati europei del 2007 a Belek.
Passato nella nazionale maggiore, Achmatchuzin ottenne un secondo posto nel 2012 al Gran Premio di Venezia, il suo primo podio nella Coppa del Mondo di scherma. Ha preso parte ai Giochi della XXX Olimpiade, ma venne sconfitto nel tabellone a 16 del cinese Ma Jianfei. Nel 2013 ha vinto a La Coruña una gara di Coppa del Mondo e una medaglia di bronzo alla gara di Coppa del Mondo Prince Takamado. Sesto nella classifica internazionale prima del Campionato mondiale di scherma 2013 a Budapest, sconfisse la medaglia d'argento olimpica Alaaeldin Abouelkassem nel tabellone a 16, poi il campione olimpico Lei Sheng e l'ucraino Rostyslav Hercyk per raggiungere la finale contro Miles Chamley-Watson degli Stati Uniti. In finale fu sconfitto 6-15 e ottenendo una medaglia d'argento. Terminò la stagione con il terzo posto nella classifica mondiale. Poche settimane più tardi, Ackhmatchuzin partecipò ai World Combat Games 2013 dove venne sconfitto in semifinale dal britannico Richard Kruse e incontrò poi Chamley-Watson per il terzo posto. Questa volta sconfisse lo statunitense 15-12 conquistando la medaglia di bronzo.
Nella Coppa del Mondo di scherma 2013, Achmatchuzin giunse ai quarti di finale nella Paris World Cup. Venne sconfitto da Enzo Lefort, che poi vinse la medaglia d'oro. Un infortunio subito durante la gara gli impedì di prendere parte alla gara a squadre. In seguito subì un intervento chirurgico che lo costrinse al riposo per l'intera stagione.
Achmatchuzin tornò alle competizioni internazionali nel 2015 alla Paris World Cup. Partecipò alla fase di qualificazione, ma venne sconfitto al primo turno dall'italiano Daniele Garozzo, che alla fine ha vinto la medaglia d'argento. Nella successiva gara di Coppa del Mondo, Löwe von Bonn, è stato fermato nel tabellone a 16 dal giapponese Yūki Ōta. Nei primi di giugno, al Campionato europeo di scherma 2015 a Montreux, ho vinto la medaglia d'argento nella gara a squadre.
Nel 2016 ha vinto l'oro nel fioretto a squadre nei Giochi Olimpici di Rio de Janeiro 2016.

## Palmarès
- Olimpiadi

Rio de Janeiro 2016: oro nel fioretto a squadre.
- Mondiali

Budapest 2013: argento nel fioretto individuale.
Mosca 2015: argento nel fioretto a squadre e bronzo nel fioretto individuale.
- Europei

Montreux 2015: argento nel fioretto a squadre.
Toruń 2016: oro nel fioretto a squadre.